# Kate Stewart
Kate Stewart, también llamada Kate Lethbridge-Stewart, es un personaje de ficción interpretado por Jemma Redgrave en la longeva serie británica de ciencia ficción Doctor Who. En la serie es la hija del fallecido antiguo acompañante del Doctor, el Brigadier Lethbridge-Stewart. Tras la muerte de este personaje, ella dirige ahora UNIT y desde ella asiste al Doctor y le pide ayuda en situaciones de amenaza contra la Tierra. Su primera aparición oficial en la serie se dio en el episodio El poder de tres (2012), de la séptima temporada moderna, y desde entonces ha continuado realizando apariciones en la serie de forma recurrente. Anteriormente había aparecido en dos spin-offs realizados en vídeo en 1995 y 2004, interpretada por Beverley Cressman.

## Descripción del personaje
Kate Stewart, de nombre completo Kate Lethbridge-Stewart, como a veces la llama el Doctor y como aparece acreditada en algunos episodios, apareció por primera vez en una producción spin-off, el especial directo a video Downtime (1995) en el que ella es la hija del retirado Brigadier Lethbridge-Stewart y madre soltera del pequeño Gordon Lethbridge-Stewart. La familia se reúne al final de ese especial. Toma un papel más activo en la defensa de la Tierra en su secuela, Dæmos Rising, protagonizada por ella. Su primera aparición oficial en Doctor Who fue en el episodio de 2012 El poder de tres, protagonizado por el Undécimo Doctor, en el que es la directora de investigación científica de UNIT. Se había quitado el «Lethbridge» del apellido al unirse a UNIT para evitar comparaciones y que la juzgaran por sus propios méritos. Sin embargo, su padre la guio hasta su muerte, y siempre le enseñó que «la ciencia lidera», un lema que le dijo le había enseñado el Doctor. Este lema se cumplió cuando se convirtió en la directora de UNIT y recibió como nombre clave «Greyhound Leader», el nombre que antes llevaba su padre.